# Castello di Geraci
Il castello di Geraci sorge a Geraci Siculo, sopra una massiccia roccia arenaria dove ora si trovano gli antichi resti del Maniero dei Ventimiglia.

## Storia
La costruzione fu la prima difesa occidentale dell'area poi divenuta la vasta contea di Geraci, in quanto la sua posizione la rendeva inaccessibile. Oltre per la sua posizione l'inaccessibilità era dovuta anche alla struttura: all'interno gli ambienti avevano una distribuzione e collocazione militaresca, priva di lussi, ed era preparata ad resistere anche a lunghi assalti.

### Epoca normanno - aragonese
I Normanni lo costruirono per le loro esigenze militari: il conte Ruggero I d'Altavilla sottrae il territorio al dominio arabo e lo assegna in vassallaggio al nipote Riccardo Serlo II d'Altavilla ( † 1072).
- Eliusa, moglie di Serlione, rimasta vedova è concessa in sposa a Engelmaro, soldato semplice molto valoroso.[5]
  - Engelmaro il Normanno,[2][4][6] in seguito ad ambizione e superbia, è privato della Contea ed estromesso dal Regno di Sicilia;[5]
    - Eliusa Normanna, figlia unica di Serlione, sposa di Ruggiero di Bernavilla, signore di Castronovo, ( † 1098 in Antochia durante la spedizione in Terra Santa);[7]
      - Rainaldo di Bernavilla Normanno, figlio di Ruggiero di Bernavilla, senza discendenza diretta e privo di prole;[7]
        - Ugone de Creone, subentra per concessione del sovrano Ruggero II d'Altavilla suo consanguineo;[7]
          - Guglielmo de Creone, figlio di Ugone de Creone, sposo di Rocca di Bernavilla, quest'ultima sorella di Rainaldo di Bernavilla;[7]
            - Ruggero de Creone e Bernavilla;[7]
              - Guerrera, figlia di Ruggero de Creone e Bernavilla, sposa di Alduino, discendente di re Desiderio dei Longobardi;[7]
                - Ruggero,[7] figlio di Alduino e sposo di Elisabetta;[8]
                  - Alduino, figlio di Ruggero;[8]
                    - Elisabetta, figlia di Alduino, sposa di Arrigo Ventimiglia, quest'ultimo figlio di Guglielmo Ventimiglia ( † 1265);[8] signore di Petralia Soprana e Petralia Sottana, viceré di Napoli nel 1260;[9]
                      - Alduino Ventimiglia ( † 1289, naufrago a Palinuro), figlio di Arrigo Ventimiglia, viceré di Napoli;[9]
                      - Francesco I Ventimiglia ( † 1338),[8] fratello di Alduino Ventimiglia, conte di geraci, signore di Petralia Soprana e Petralia Sottana, di Gangi, di San Mauro Castelverde, di Castelbuono, di Tusa, del castello di San Gregorio, del porto di Tusa, di Castelluccio, di Gratteri, di Caronia, di Sperlinga, di Pettineo, di castel di Pollina,[9] feudo di Alvira, Resuttano, Belici, Mosino, Fiscaulo, fortezza di Raugiovanni;[10]

Al tempo degli Aragonesi e dei Ventimiglia, nella persona di Francesco I divenne una vera e propria fortezza militare.
Risale a questo periodo infatti la chiusura del perimetro urbano con le grandi porte di cui ancora oggi si possono intravedere i segni.
Nel sottosuolo vi erano le cisterne per l'acqua, gli spazi per le provviste e le prigioni; al pian terreno c'erano le scuderie, le cucine, le sale d'armi e le feritoie per i tiratori mentre il piano superiore era adibito a residenza della famiglia del conte.
- Emanuele Ventimiglia ( † 1362), figlio di Francesco I Ventimiglia, nel 1354 re Ludovico di Sicilia restituisce i beni confiscati, senza discendenza diretta e senza prole;
- Francesco II Ventimiglia ( † 1387), figlio di Francesco I Ventimiglia, nel 1354 re Ludovico di Sicilia restituisce i beni confiscati;

- Enrico III Ventimiglia, figlio di Francesco II Ventimiglia;

- Giovanni I Ventimiglia, figlio di Enrico III Ventimiglia, I° marchese di Geraci; per nomina nel 1433 di re Alfonso V d'Aragona il Magnanimo;

- Antonio Ventimiglia Prades, marchese di Gerace e ammiraglio del Regno;

- Enrico IV Ventimiglia;

- Filippo Ventimiglia e Cardona, morto senza discendenza diretta e senza prole;
- Simone I Ventimiglia;

- Giovanni II Ventimiglia;

- Simone II Ventimiglia;

- Giovanni III Ventimiglia, ventesimo conte di Ventimiglia, ottavo marchese di Geraci, principe di Castelbuono nel 1595, Strategoto di Messina, Vicario Generale delle Valli di Noto e di Mazzara, Presidente e Capitano del Regno dal 1595 al 1598;

- Simone;

- Giuseppe Ventimiglia Ventimiglia ( † 1620), cugino di Giovanni III Ventimiglia che gli succedette nei titoli.

Con questo successore le investiture dei marchesi di Geraci sono le medesime dei principi di Castelbuono.

### Epoca contemporanea
Del castello oggi sopravvivono i ruderi: gli angoli mozzati delle torri, le feritoie, le cisterne vuote e la chiesetta di Sant'Anna, integra in mezzo alle rovine.

## Galleria d'immagini

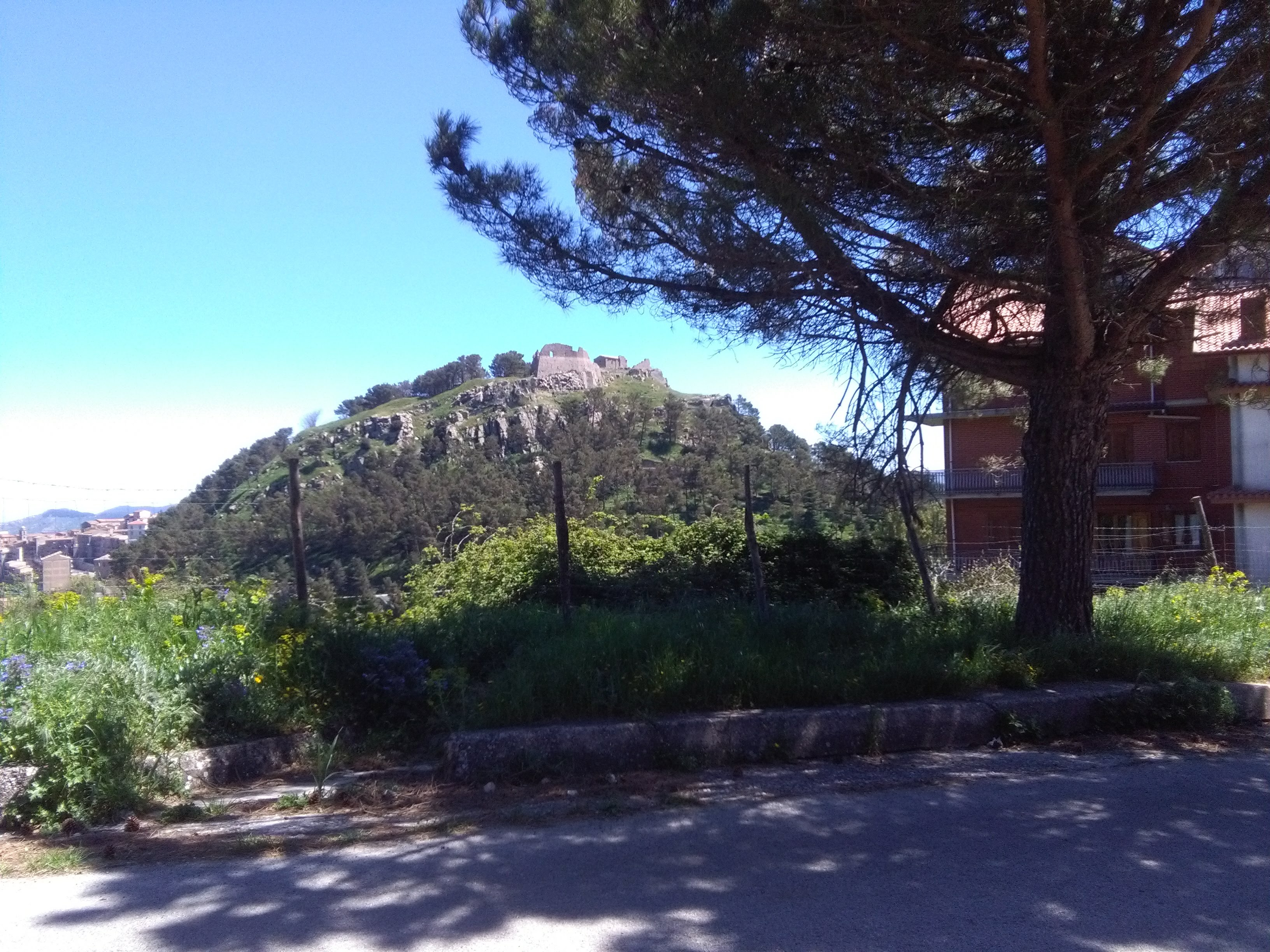
La Rocca che ospita i ruderi del Castello dei Ventimiglia vista dal versante ovest
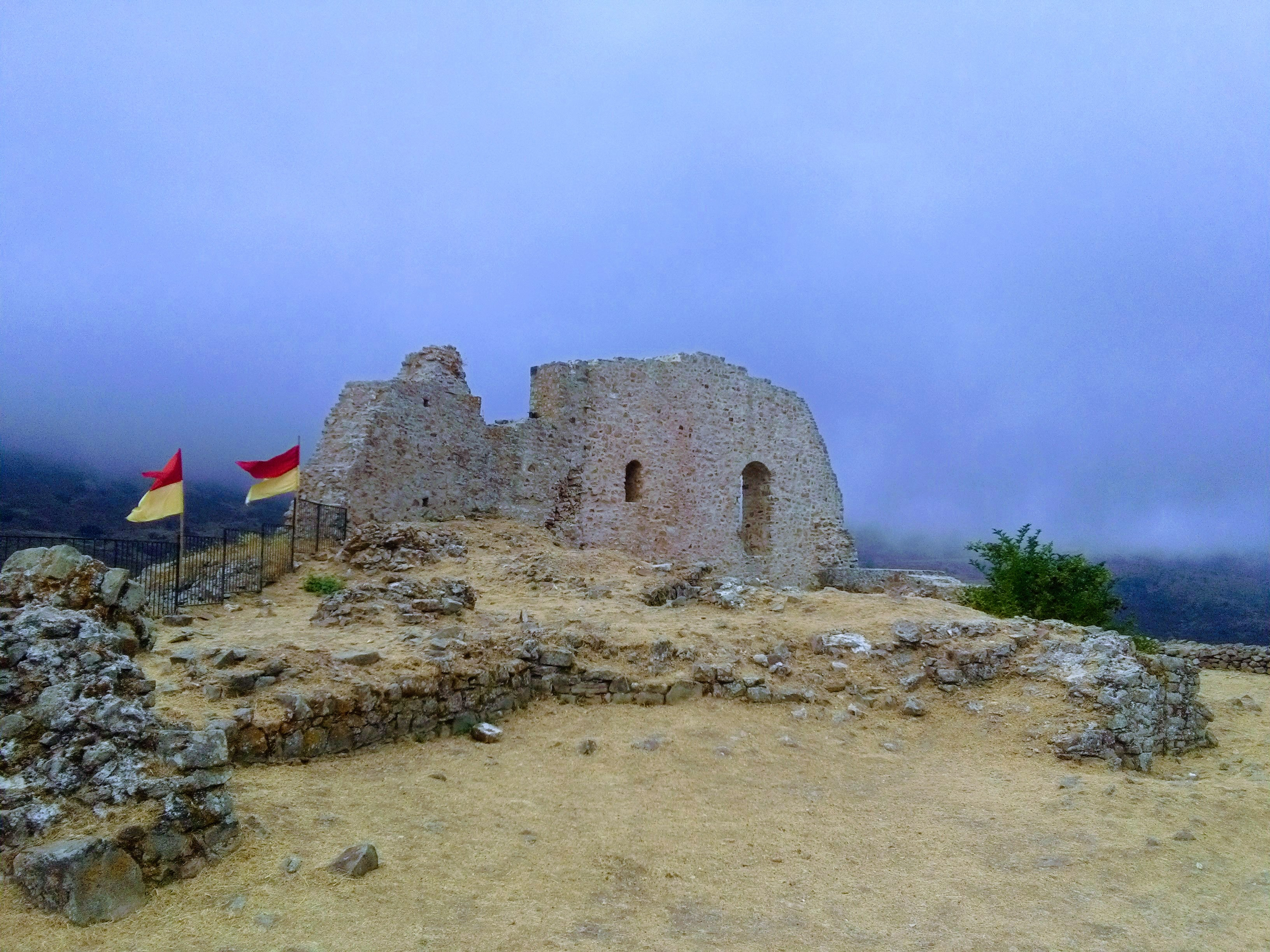
Ruderi del castello dei Ventimiglia fotografati in una giornata di cielo coperto
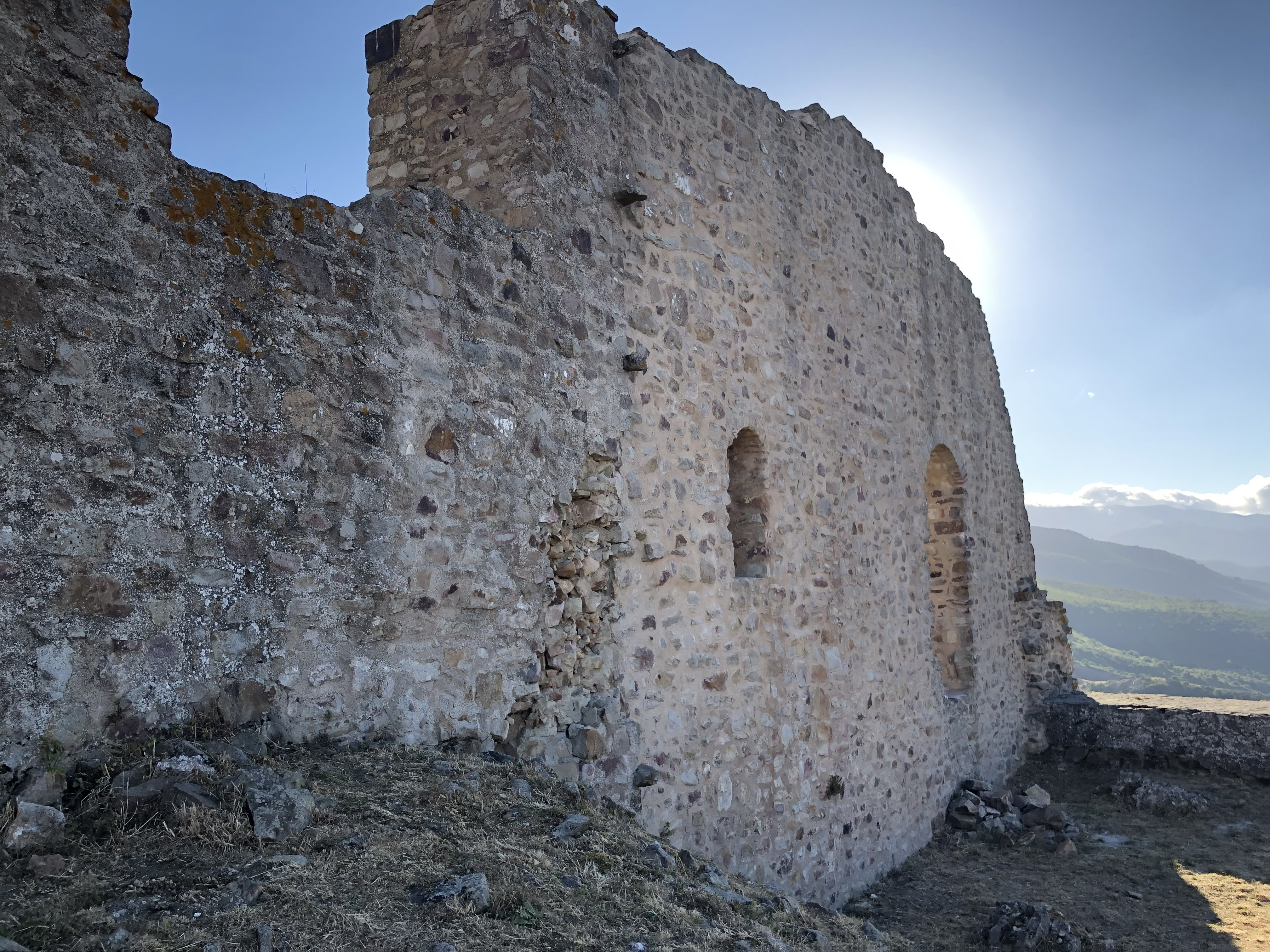
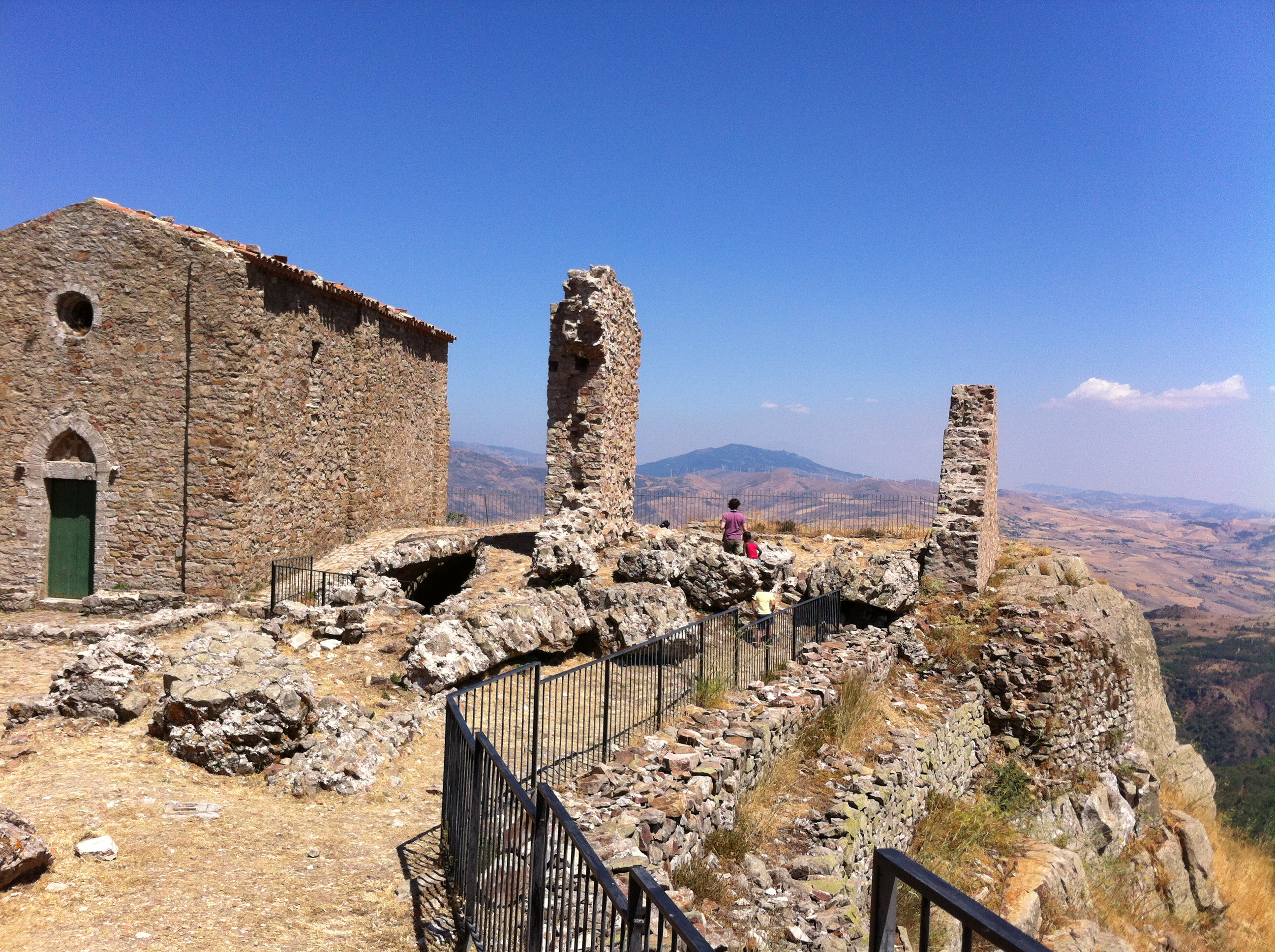
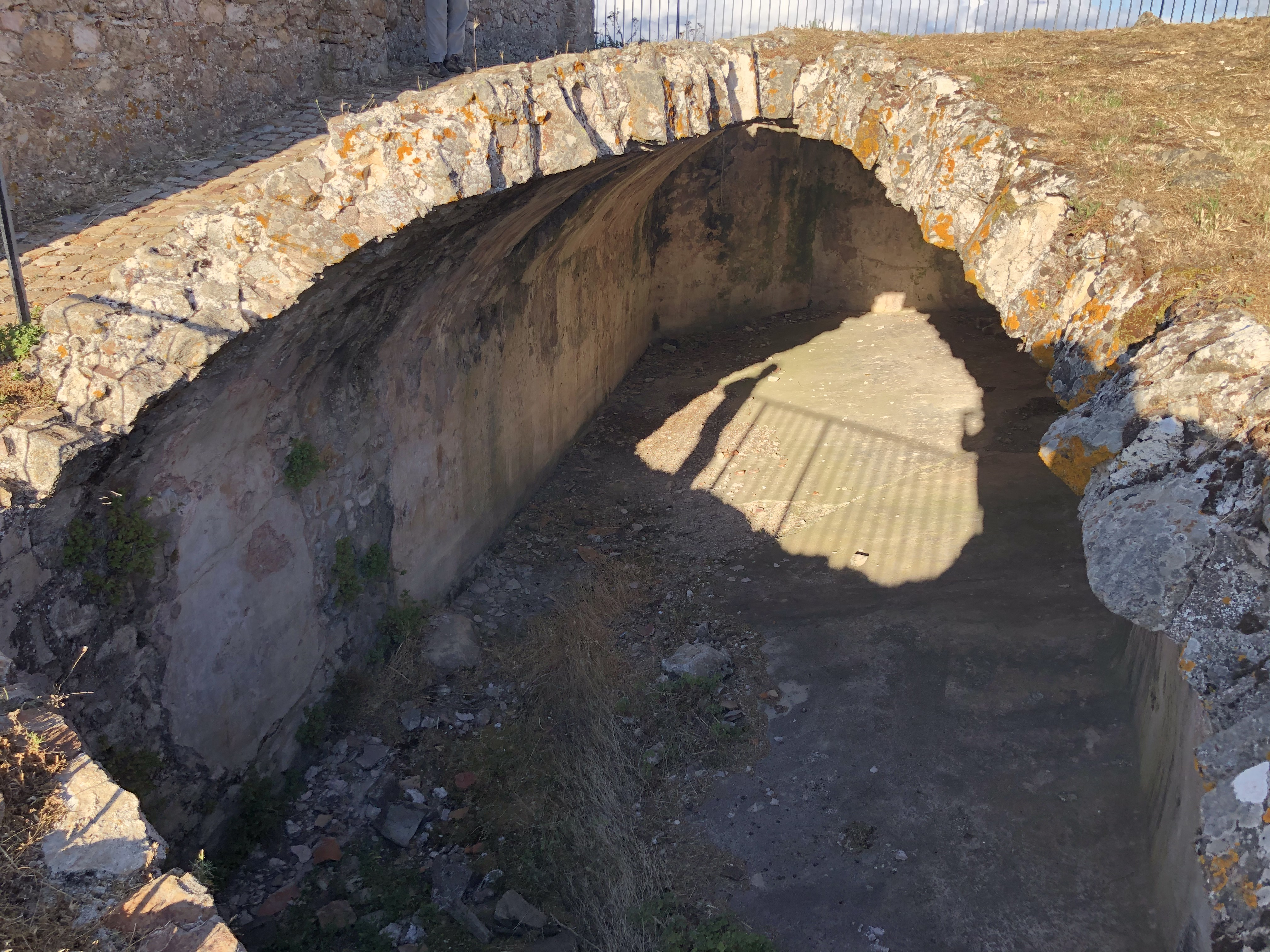
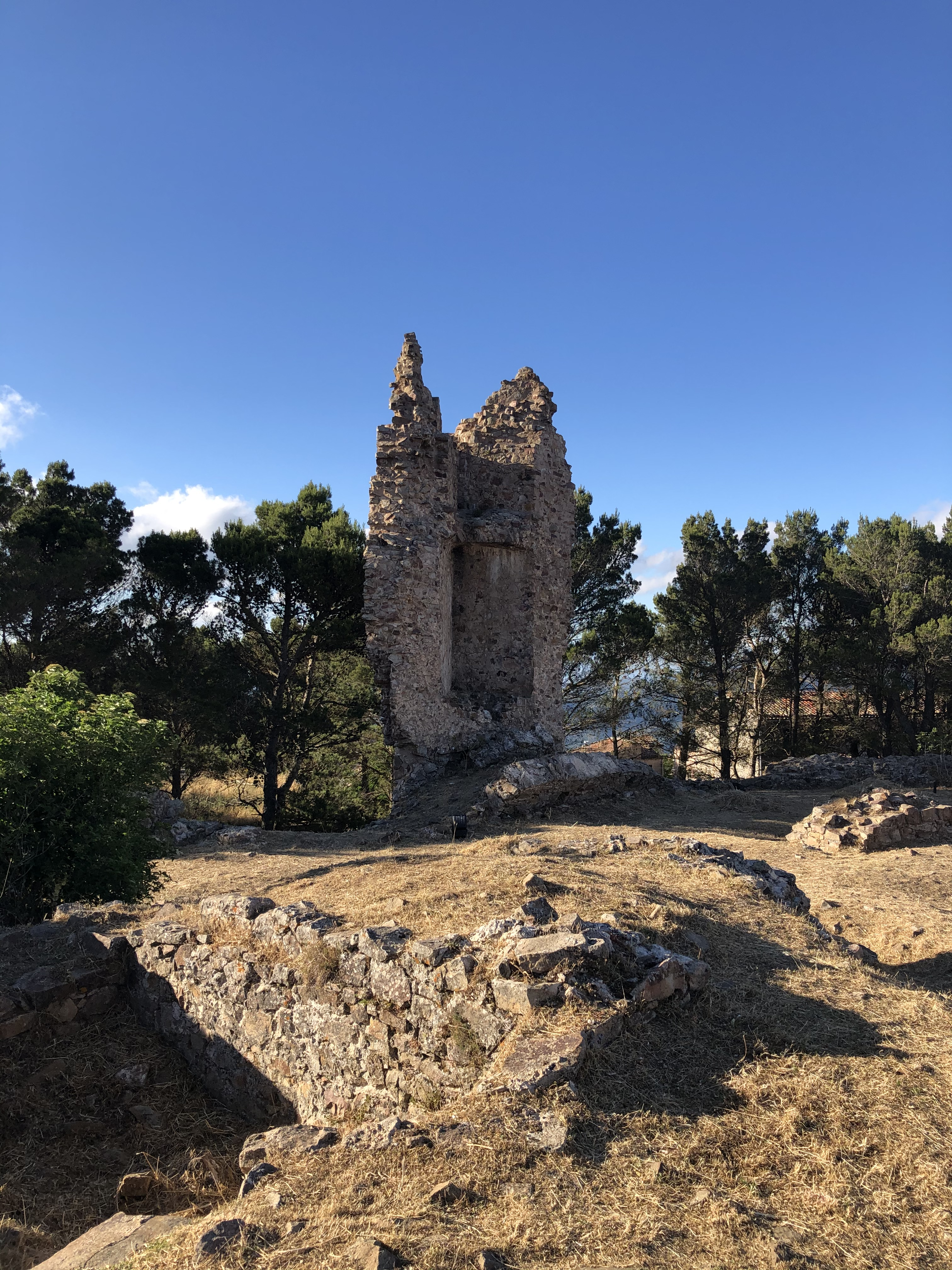
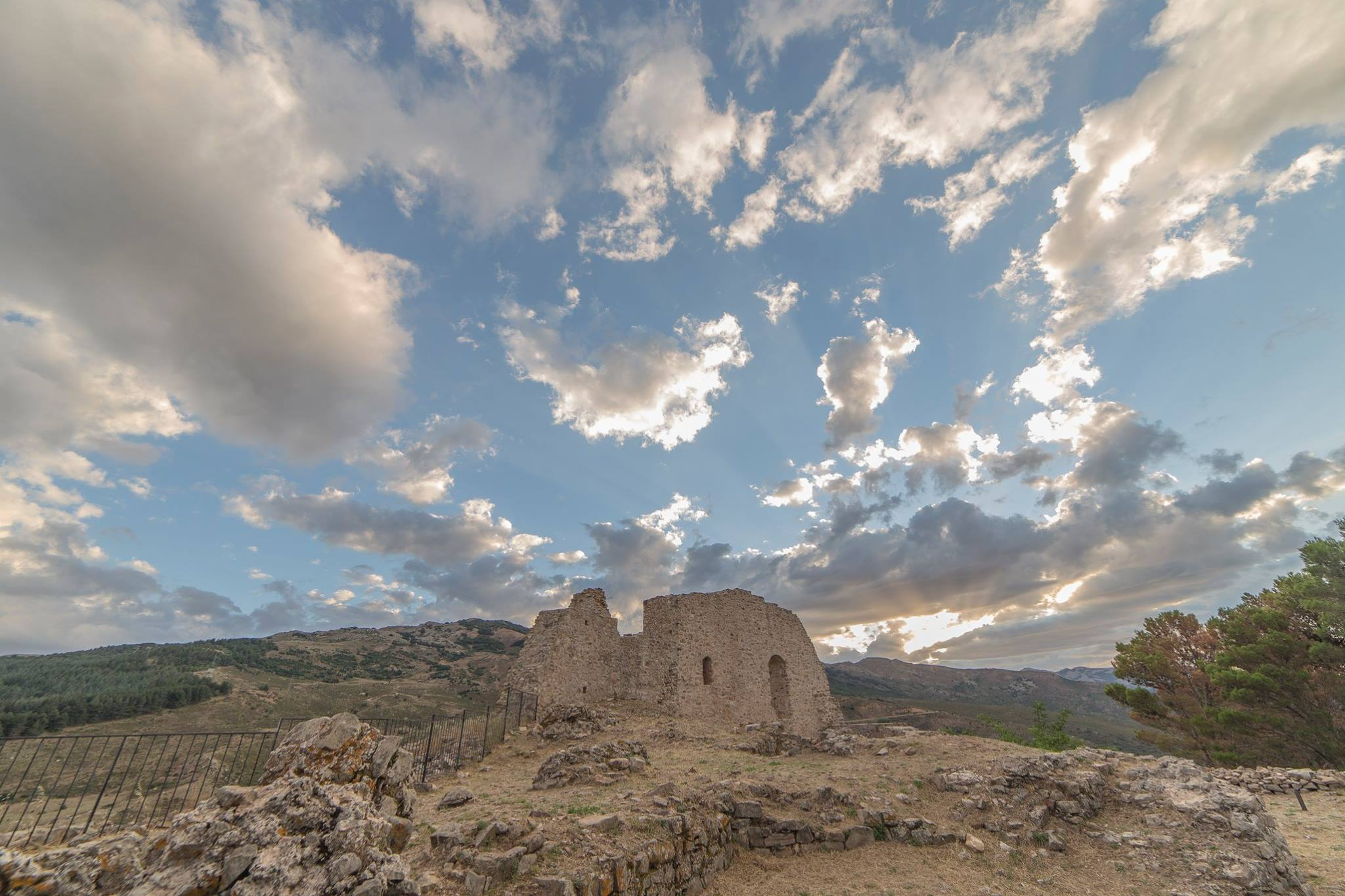
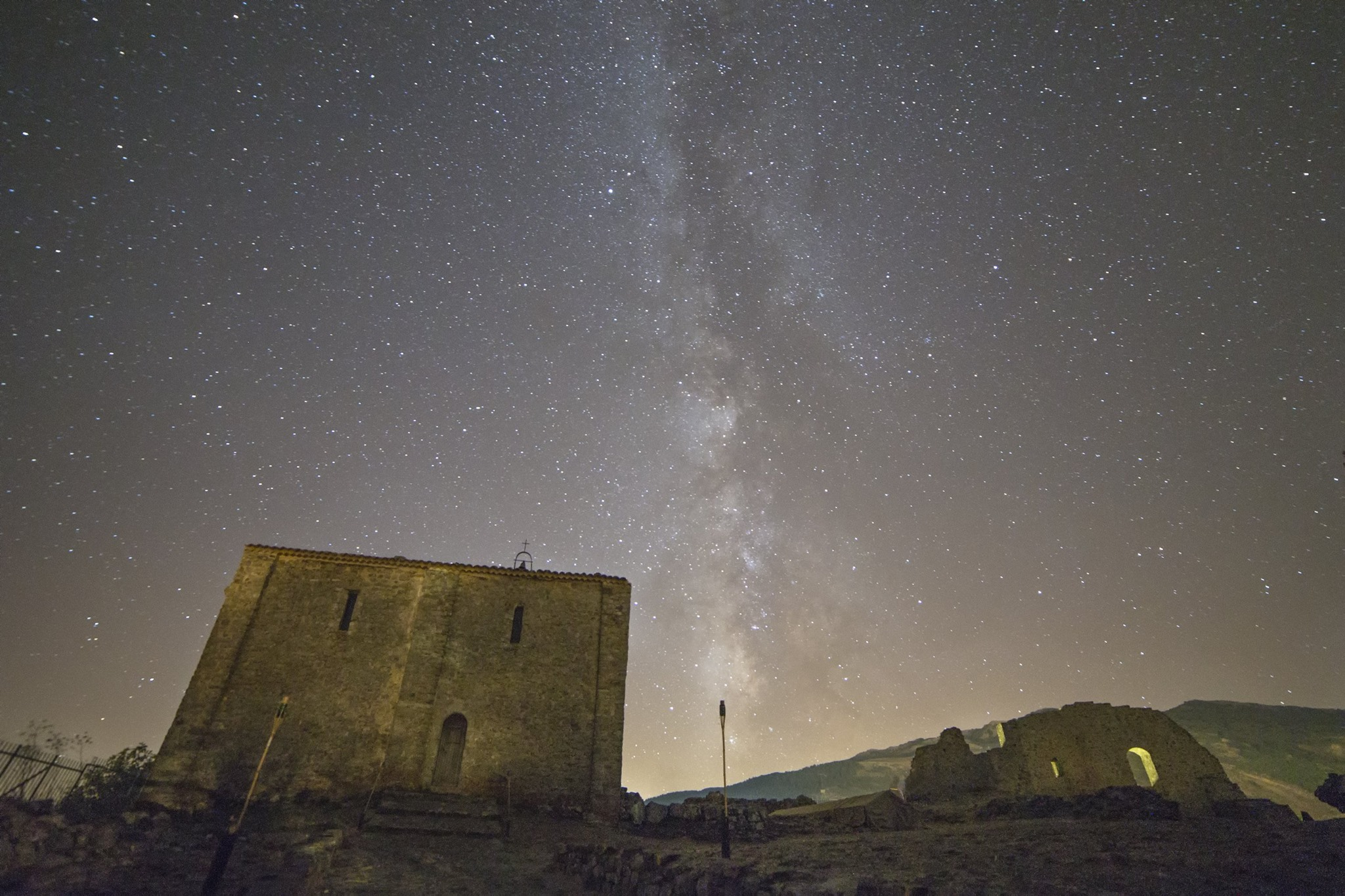